# Villa Padre Monti
Villa Padre Monti, también conocida como Puerta de Palavecino, es una localidad argentina ubicada en el Departamento Burruyacú de la Provincia de Tucumán. Se encuentra sobre la Ruta Provincial 305, que la vincula al sur con San Miguel de Tucumán y al norte con Río Nío.
Originalmente una estancia de la familia Palavecino, el 20 de abril de 1948 se sancionó la Ley Nº 2156 que le cambió su nombre en honor a Luigi Maria Monti, religioso italiano que fundó la congregación Hijos de la Inmaculada Concepción. En la localidad hay una casa de retiro espiritual y un templo que son propiedad de dicha congregación.
La zona es una quebrada entre serranías que atrae turistas pese a su escasa infraestructura; entre sus atractivos se encuentran varias cascadas.

## Población
Cuenta con 200 habitantes (Indec, 2010), lo que representa un incremento del 18% frente a los 169 habitantes (Indec, 2001) del censo anterior.